# Summerhill
Summerhill ist eine reformpädagogische Schule in Leiston (Suffolk, England) und gilt als eine der ältesten Demokratischen Schulen der Welt. A. S. Neill gründete sie im Jahr 1921.

## Pädagogik
Neill legte drei Hauptmerkmale von Summerhill fest:
- „Self-government“, von Kamp als (Schüler-)Selbstregierung übersetzt: es gab eine „Schulgemeinde“, in der die Kinder und Lehrkräfte wichtige Fragen des Schulalltags gleichberechtigt regelten
- freiwilliger Unterrichtsbesuch
- Werkstätten für die Schüler

Den Kindern wurde somit viel Freiheit gegeben, jedoch waren sie nicht frei von Regeln. Es galt das Prinzip freie Erziehung und nicht frei von Erziehung. Den Begriff antiautoritäre Erziehung, der unter anderem im deutschen Titel eines seiner Bücher verwendet wurde, hat A.S. Neill selbst nie verwendet. Neill bezeichnet seine pädagogische Praxis als selbstregulative Erziehung.
Neill wollte es den Kindern ermöglichen, ihr eigenes Leben zu leben, nicht das, was ihnen Autoritäten wie Eltern oder Erzieher vorschreiben: The function of the child is to live his own life – not the life that his anxious parents think he should live, nor a life according to the purpose of the educator who thinks he knows best.
Summerhill kann als eine Kinderrepublik aufgefasst werden. Die ab den 1960er Jahren gegründeten  Sudbury-Schulen haben ähnliche Grundsätze wie Summerhill.

### Freiwilliger Unterricht
Im Gegensatz zu traditionellen Schulen steht in Summerhill die Freiheit der Schüler im Vordergrund. Die Teilnahme am Unterricht in Summerhill ist freiwillig. Neill ging davon aus, dass Kinder lernen wollen und dann auch fleißig sind. Da nur interessierte Schüler am Unterricht teilnehmen, ist dieser effektiver. Das Lernklima ist angenehmer. In der deutschen Übersetzung von Matthew Appletons „Summerhill – Kindern ihre Kindheit zurückgeben“ wird diese Lernform als selbstregulatives Lernen bezeichnet.
Schüler, die von einer traditionellen Schule kommen, nutzen in der ersten Zeit meist die Möglichkeit, nicht zum Unterricht gehen zu müssen. Es kann mehrere Monate dauern, bis diese Phase überwunden ist – je nach Qualität und Quantität der negativen Vorerfahrungen.
Eine strikte Einteilung in Klassenstufen nach dem Alter der Schüler findet nicht statt: Es gibt eine Gruppe für die bis 10-jährigen, eine für die 10- bis 12-jährigen sowie thematische Kurse für die älteren Schüler.

### Regeln und Pflichten
Auch wenn die Schüler in Summerhill umfangreiche Freiheiten haben, handelt es sich bei Summerhill jedoch nicht um eine „Schule ohne Regeln“. Es gibt über 200 Regeln, diese Regeln werden jedoch von der Vollversammlung der Schule, in der die Kinder klar die Mehrheit haben, beschlossen und auch abgeschafft. Ausgenommen sind nur Regeln, die auf Grund gesetzlicher Vorschriften erlassen werden mussten, z. B. Benutzung des Schwimmbades, Klettern auf dem Dach. Darüber hinaus gibt es keine Regeln, die nicht von den Kindern selbst aufgestellt oder auch abgeschafft werden. Somit ist gewährleistet, dass die Erzieher bei der Aufstellung der Regeln nicht mehr Rechte haben als die Kinder.

### Aufrechterhaltung der Ordnung
Um einen geregelten Schulalltag zu gewährleisten, gibt es in Summerhill eine Art Gewaltenteilung auf demokratischen Grundlagen. Dabei gibt es vier Organe: Das Komitee, die Ombudspersonen, das Tribunal und das General Meeting.

#### General Meeting
Beim General Meeting (Schulversammlung) handelt es sich um ein legislatives Gremium. Dort werden jeden Samstag die Regeln für Summerhill beschlossen. Jeder Teilnehmer hat eine Stimme, und alle Entscheidungen werden als Mehrheitsbeschlüsse getroffen. Da die Schüler die Mehrheit bilden, können sie die Erzieher überstimmen.
Nur in den Bereichen Gesundheit, Sicherheit und Verwaltung hat allein die Direktion Entscheidungsbefugnis, wie z. B. beim Einstellen einer neuen Lehrkraft oder bei der Festsetzung des Schulgeldes. Auch das strikte Alkoholverbot für alle Schüler kann von den Schülern nicht geändert werden.

#### Tribunal
Das Tribunal ist ein judikatives Gremium und findet unter Teilnahme aller Kinder und Erzieher jeden Freitag statt. Unter dem Vorsitz eines neutralen Freiwilligen aus diesem Kreis werden die Probleme diskutiert. Dabei werden nicht nur Probleme zwischen Schülern untereinander verhandelt, sondern auch Probleme zwischen Schülern und Lehrern. Lehrer können bei Regelverstößen genauso vor das Tribunal gebracht werden wie Schüler.
Konsequenzen werden abschließend per Mehrheitsbeschluss entschieden. Jeder Teilnehmer hat dabei eine Stimme; auch hier können die Schüler also die Erzieher überstimmen. Typische Strafen des Tribunals sind das Geschirrspülen oder das Aushelfen in der Theater-AG.

#### Ombudsperson
Für alltägliche Probleme wie etwa Raufereien sind die Ombudspersonen zuständig. Das sind Schüler, die für 14 Tage gewählt werden und als Ordnungshüter oder Schiedsrichter fungieren. Sollte ein Betroffener mit der Entscheidung der Ombudsperson nicht einverstanden sein, so kann er das Problem dem Tribunal vortragen.

#### Schüler-Aufsichten
Ältere Schüler stellen eine Schlafaufsicht, die „Beddie Officers“. Sie kontrollieren nachts die Schlafräume und achten darauf, dass die Schüler zur vorgeschriebenen Zeit in ihren Zimmern sind bzw. das Licht ausmachen. Sie können Schüler ins Bett schicken, ohne dass die Betroffenen sich unmittelbar dagegen wehren können. Es besteht aber die Möglichkeit, dem Tribunal eine Beschwerde vorzutragen.
Die Regeln der Nachtruhe werden von den Kindern selbst beschlossen. Gelegentlich werden diese Regeln auch abgeschafft, so dass jeder aufbleiben darf, so lange er will. Natürlich können diejenigen, die sich dann gestört fühlen, im Meeting wieder Regeln vorschlagen, die dann gelten, wenn die Mehrheit sie beschließt.

#### In der Praxis
Keine der vorgestellten Funktionen, wie der Vorsitz des Meetings oder des Tribunals, ist in irgendeiner Form vergütet oder mit Privilegien verbunden. Jeder Schüler und Lehrer hat die Möglichkeit, gegen Tribunal- oder Meetingteilnehmer eine Beschwerde einzureichen oder um eine Entlassung aus dem Amt zu bitten. Somit ist gewährleistet, dass Ämter nicht missbraucht werden können.
Es hat sich in den Jahren seit 1921 in Summerhill gezeigt, dass es verschiedene Phasen gibt. Es kommt vor, dass im Meeting ein oder zwei Jahre lang ständig neue Regelungen beschlossen werden, das ist dann eine relativ autoritäre Phase. Nach einigen Jahren ist es den Schülern dann wiederum zu autoritär, und es werden zum Teil alle Regeln aufgehoben. Das ist dann eine anarchistische Phase. Die älteren Schüler sind auch in dieser Phase in der Lage, sich gut zu verhalten. Die jüngeren Schüler jedoch kennen die Grenzen des Miteinander oft noch nicht und verlangen bald wieder nach Regeln. So werden nach und nach wieder neue Regeln beschlossen, und Summerhill wird wieder autoritärer.

### Problemschüler
Wenn sich ein Schüler störend verhält, betrachtet man dieses Verhalten oft nicht als negativ und bestraft es, sondern es wird für diesen Schüler ein „Tag der Aufmerksamkeit“ ausgerufen. An diesem Tag sind alle in Summerhill aufgerufen, sich um diesen einen Schüler besonders zu kümmern und ihm wo immer möglich zu helfen.
Neill hat früher sogenannte „private lessons“ angesetzt. Davon ist er aber abgekommen und nun regelt die Gemeinschaft solche Dinge. Diese ist sehr sensibel und findet gute Lösungen – z. B. schenkt man jemandem, der Fahrräder unrechtmäßig benutzt, ein Fahrrad. Law and order-Forderungen nach hartem Durchgreifen sind nicht zu beobachten.
Es gibt aber auch seltene Fälle, in denen auch Summerhill-Kinder bzw. die Eltern vor die Entscheidung gestellt werden, entweder sich der Gemeinschaft anzuschließen oder sie zu verlassen.

### Selbstregulative Erziehung
1959 veröffentlichte Neills amerikanischer Verleger Harold Hart eine Zusammenfassung aus vier früheren Werken Neills unter dem Titel Summerhill – A Radical Approach to Child Rearing. Das Buch wurde in den USA und Großbritannien zu einem Bestseller. Die deutsche Erstausgabe dagegen, Erziehung in Summerhill – das revolutionäre Beispiel einer freien Schule (1965) erzielte keinen hohen Absatz. Als jedoch der Rowohlt-Verlag 1969 das gleiche Buch erneut herausbrachte, diesmal mit einem dem Zeitgeist angepassten Titel: Theorie und Praxis der antiautoritären Erziehung – das Beispiel Summerhill, erreichte es in den ersten sechs Monaten die sensationelle Auflage von 325.000 und stand 1991 schließlich bei 1.089.000 Exemplaren. Neill bemerkte dazu: „Es ist der Titel des Verlags, nicht der meine. Verschiedene junge Deutsche versuchen, das Buch in ihrem Kampf für Kommunismus oder Sozialdemokratie oder was auch immer zu verwenden. Ich sage Ihnen, dass das Buch nichts mit Politik zu tun hat.“

## Geschichte

### Anfänge in Deutschland

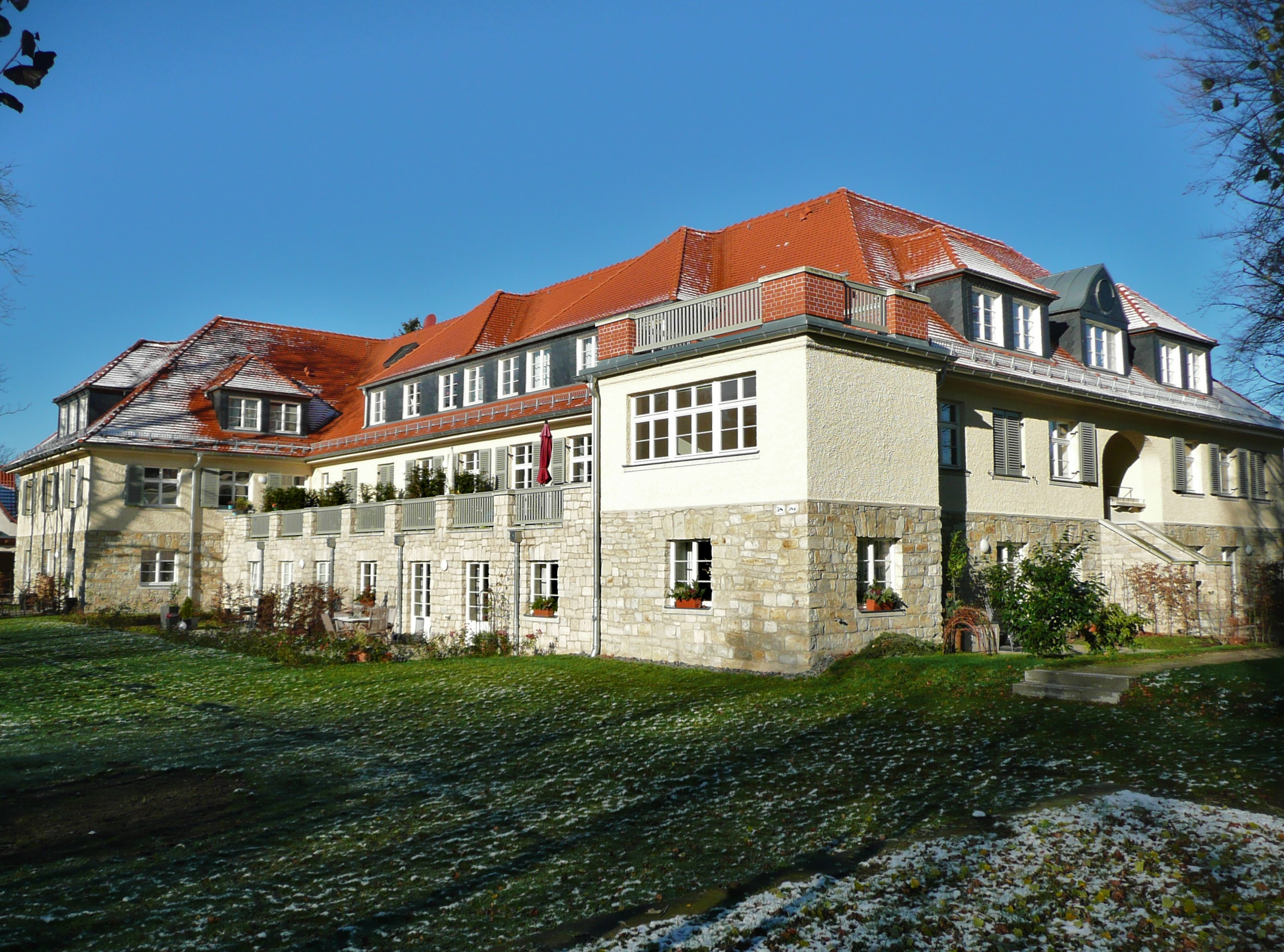
Sitz der Neuen Schule Hellerau im ehemaligen Pensionat der Bildungsanstalt Jaques-Dalcroze, Karl-Liebknecht-Straße 58 in Hellerau bei Dresden

Die ersten Anfänge von Summerhill liegen in der „Neuen Schule Hellerau“. Die „Neue Schule Hellerau“ wurde Ostern 1920 in der Gartenstadt Hellerau, einem damaligen Vorort von Dresden gegründet und vereinigte in der Folgezeit viele Strömungen der deutschen Reformpädagogik, die zum Beispiel von Gustav Wynecken vertreten wurde. Neill war auf Grund des günstigen Wechselkurses zwischen englischem Pfund und Reichsmark in der Lage, einer der wesentlichen Geldgeber dieser Schule zu sein, und gliederte ihr im Dezember 1921 eine „internationale Schule“ an. Dadurch konnte er auch seine eigenen Ideen umsetzen. Diese waren u. a. auf seinem Vorbild Homer Lane begründet. Die Schule war in verschiedene Abteilungen gegliedert, Neill leitete die Ausländer-Gruppe.
Schon nach einiger Zeit stellten sich Schwierigkeiten in der Kooperation mit den Kollegen der „Neuen Schule Hellerau“ ein. Neill hatte das Gefühl, dass diese an Erziehung und Charakterformung interessiert waren, aber nicht an den Kindern. Die Ernsthaftigkeit und Humorlosigkeit der deutschen Pädagogen, die Charlie Chaplins Filme aus Mangel an erzieherischem Wert ablehnten, machten Neill zu schaffen. Die „Neue Schule Hellerau“ wurde von Idealisten betrieben, von denen die meisten der Jugendbewegung angehörten. Sie verurteilten Tabak, Alkohol, Foxtrott und Kinos; sie trugen Wandervogel-Kleidung. „Wir auf der anderen Seite hatten andere Ideale! Wir waren gewöhnliche Menschen, die Bier tranken und rauchten und Foxtrott tanzten. Unsere Absicht war es, unser eigenes Leben zu leben, während wir den Kindern freistellten, ihr eigenes Leben zu leben. Wir gingen davon aus, daß Kinder ihre eigenen Ideale bilden würden.“
Neill nahm aus dieser Zeit in Hellerau wichtige Anregungen mit, z. B. die von Prof. Zutt, der zuvor 15 Jahre lang eine Handwerkerschule in Budapest geleitet hatte. Er ermutigte Neill, selbst praktische Arbeiten auszuführen. Von der Zeit an beschäftigte sich auch Neill mit Holz- und Metallbearbeitung. Künftig sollte an keiner Schule, die er betrieb, eine Werkstatt fehlen. Die „Neue Schule Hellerau“ wurde mit Beginn der nationalsozialistischen Herrschaft in Deutschland 1933 geschlossen.

### Versuch in Österreich
Im Jahre 1923 verlegte Neill die Schule zunächst nach Österreich nach Sonntagberg, wo es jedoch zu Konflikten mit der örtlichen Bevölkerung kam. Durch massive Probleme mit den österreichischen Schulbehörden gab Neill sein Vorhaben – Eröffnung einer Privatschule – im Mai 1924 auf.

### Gründung vonSummerhillin Großbritannien
Die Schule zog 1924 nach Lyme Regis in Südengland auf den „Summerhill“ (von dem sie ihren endgültigen Namen übernahm) und 1927 an ihren heutigen Standort nach Leiston in Suffolk. Für die Dauer des Zweiten Weltkrieges wurde die Schule nach Wales verlegt.

### Weitere Geschichte, heute
Nach dem Tod Alexander S. Neills übernahm seine zweite Frau Ena Neill die Leitung der Schule. Seit 1985 wird das Internat von der gemeinsamen Tochter Zoë Readhead betrieben. Summerhill hat besonders viele japanische Schüler. In Japan war Neills Schulidee seit den 50er Jahren sehr populär und wurde als Alternative zum rigiden japanischen Schulsystem angesehen.
Seit den 1990er Jahren wurde Summerhill mehrfach inspiziert und sollte auf Betreiben der Behörden geschlossen werden, u. a. wegen des freiwilligen Unterrichts. Die Schule ging bis vor das oberste Berufungsgericht und konnte im Jahr 2000 erreichen, dass an internationale Privatschulen andere Maßstäbe angelegt werden als an sonstige öffentliche Schulen. Gleichzeitig – und das war Zoë Readhead wichtig – konnte durchgesetzt werden, dass die Freiheit des Unterrichtsbesuchs als wesentliches Element der Neill’schen Pädagogik beibehalten wurde. Das Gericht stellte fest, dass sich Lernen nicht immer notwendigerweise im Unterricht ereignen müsse, und unterband die außergewöhnlich häufigen Inspektionen der Schule.
Die Schule wurde infolge der Prozesse wieder sehr bekannt und zieht wieder viele Schüler an. Die Zahl der Summerhill-Kinder entspricht fast der aus den Jahren des Zweiten Weltkrieges, als besorgte Eltern ihre Kinder ins ländliche Ffestiniogh schickten. Derzeit wachsen rund 75 Kinder und Jugendliche verschiedener Nationen im Alter von 5 bis 17 Jahren in dem Internat auf.
Summerhill ist Mitglied der European Democratic Education Community.

## Ehemalige Schüler
- John Burningham (1936–2019), britischer Kinderbuchautor und Illustrator
- Gus Dudgeon (1942–2002), britischer Musikproduzent
- Storm Thorgerson (1944–2013), britischer Grafikdesigner
- Rebecca De Mornay (* 1959), US-amerikanische Schauspielerin und Filmproduzentin
- Jake Weber (* 1964), britischer Schauspieler